# Liste de stades de football en Allemagne
 (mars 2020).
Si vous disposez d'ouvrages ou d'articles de référence ou si vous connaissez des sites web de qualité traitant du thème abordé ici, merci de compléter l'article en donnant les références utiles à sa vérifiabilité et en les liant à la section « Notes et références ».
Liste des stades de football en Allemagne où la Bundesliga détient un des meilleurs taux de remplissage des 5 grands championnats européen de football chaque saison. Les deux plus grands stades du pays sont quasiment remplis à 100% à chaque match. Dans cette liste, seuls les stades de plus de 30 000 places sont répertoriés.

## Histoire
En Allemagne, il existe beaucoup de grands stades dont la plupart sont utilisés par les clubs de la Bundesliga. Depuis des années, la majorité des stades a été modifiée ou rénovée ou même reconstruite, en particulier en vue de la Coupe du monde de football 2006. L'histoire de la construction des stades peut se résumer en trois phases.
Lors de la République de Weimar seront érigé de grands stades avec piste d'athlétisme, le Stade Olympique de Berlin en 1936, le stade de Stuttgart en 1933, le Waldtstadion de Francfort en 1925.
Après la deuxième guerre mondiale, beaucoup de stades seront modifiés ou rénovés, comme à Hambourg en 1953 et Dortmund en 1974, avec les jeux olympiques de 1972 est inauguré un nouveau stade à Munich.
Pour préparer les Coupe du monde de football 1974 et Coupe du monde de football 2006, beaucoup de stades ont été modernisés ou de nouveaux stades ont vu le jour comme à Munich, Gelsenkirchen et Mönchengladbach.
| - Le Signal Iduna Park, plus grand stade d'Allemagne. - l'Olympiastadion de Berlin, stade national olympique. |

Même si Dortmund possède le plus grand stade en Allemagne, le record de spectateurs pour un match de football est détenu par le stade olympique de Berlin, en 1969 lors du match Hertha Berlin contre 1.FC Cologne, avec 88 075 spectateurs, ce chiffre étant officiel mais d'après plusieurs sources 90 000 à 100 000 spectateurs auraient assisté au match.

## Stades actuels

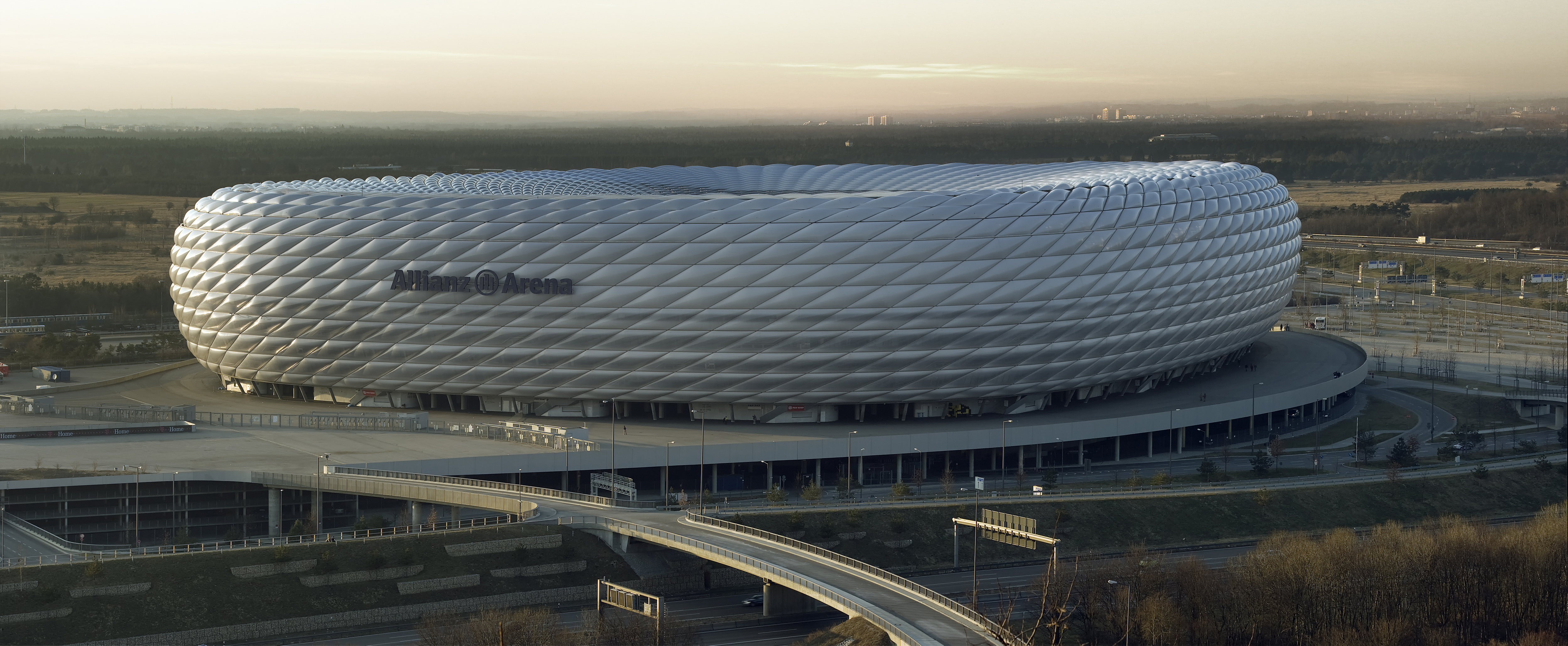
l'Allianz arena

| Stade                     | Club                     | Ville                 | Capacité | source |
| ------------------------- | ------------------------ | --------------------- | -------- | ------ |
| Signal Iduna Park         | BV Borussia Dortmund     | Dortmund              | 81 365   | [ 5 ]  |
| Allianz Arena             | Bayern Munich            | Munich                | 75 024   | [ 6 ]  |
| Stade olympique de Berlin | Hertha BSC               | Berlin                | 73 856   | [ 7 ]  |
| Stade olympique de Munich | -                        | Munich                | 69 250   | [ 8 ]  |
| Veltins-Arena             | FC Schalke 04            | Gelsenkirchen         | 62 271   | [ 9 ]  |
| MHPArena                  | VfB Stuttgart            | Stuttgart             | 60 441   | [ 10 ] |
| Volksparkstadion          | Hambourg SV              | Hambourg              | 57 274   | [ 11 ] |
| Merkur Spiel-Arena        | Fortuna Düsseldorf       | Düsseldorf            | 54 600   | [ 12 ] |
| Borussia-Park             | Borussia Mönchengladbach | Mönchengladbach       | 54 067   | [ 13 ] |
| Commerzbank-Arena         | Eintracht Francfort      | Francfort-sur-le-Main | 51 500   | [ 14 ] |
| RheinEnergieStadion       | 1. FC Cologne            | Cologne               | 50 374   | [ 15 ] |
| Max-Morlock-Stadion       | 1. FC Nuremberg          | Nuremberg             | 50 000   | [ 16 ] |
| Fritz-Walter-Stadion      | 1. FC Kaiserslautern     | Kaiserslautern        | 49 327   | [ 17 ] |
| Heinz-von-Heiden-Arena    | Hanovre 96               | Hanovre               | 49 000   | [ 18 ] |
| Red Bull Arena            | RB Leipzig               | Leipzig               | 47 800   | [ 19 ] |
| Weserstadion              | Werder Brême             | Brême                 | 42 100   | [ 20 ] |
| Europa-Park-Stadion       | SC Fribourg              | Fribourg-en-Brisgau   | 34 700   | [ 21 ] |
| MEWA Arena                | 1. FSV Mayence 05        | Mayence               | 33 305   | [ 22 ] |
| Tivoli                    | Alemannia Aachen         | Aix-la-Chapelle       | 32 960   | [ 23 ] |
| Stade Rudolf-Harbig       | SG Dynamo Dresden        | Dresde                | 32 249   | [ 24 ] |
| Wildparkstadion           | Karlsruher SC            | Karlsruhe             | 32 190   | [ 25 ] |
| Schauinsland-Reisen-Arena | MSV Duisbourg            | Duisbourg             | 31 500   | [ 26 ] |
| WWK Arena                 | FC Augsbourg             | Augsbourg             | 30 660   | [ 27 ] |
| BayArena                  | TSV Bayer 04 Leverkusen  | Leverkusen            | 30 210   | [ 28 ] |
| PreZero Arena             | TSG 1899 Hoffenheim      | Sinsheim              | 30 150   | [ 29 ] |
| Avnet Arena               | 1. FC Magdebourg         | Magdebourg            | 30 098   | [ 30 ] |